# Кілов Казбек Ельбрусович
Казбек Ельбрусович Кілов (біл. Казбек Арсенавіч Кілоў; нар. 23 січня 1992) — білоруський борець греко-римського стилю, бронзовий призер чемпіонату Європи.

## Життєпис
Боротьбою почав займатися з 2004 року. Вихованець кабардинобалкарської школи боротьби. Переїхав до Білорусі, тренувався в Могильовській обласній спортивній дитячо-юнацькій школі олімпійського резерву. З 2010 року почав виступи за збірну Білорусі. У 2011 році став бронзовим призером чемпіонату Європи серед юніорів. Наступного року на цих же змаганнях піднявся сходинкою вище та став чемпіоном світу серед юніорів. 2015 року завоював срібну медаль чемпіонату Європи серед молоді.
Тренер — Олександр Шайторов.

## Спортивні результати на міжнародних змаганнях

### Виступи на Чемпіонатах світу
| Змагання                        | Збірна   | Вагова категорія                 | Місце |
| ------------------------------- | -------- | -------------------------------- | ----- |
| Чемпіонат світу з боротьби 2010 | Білорусь | греко-римська боротьба, до 66 кг | 18    |
| Чемпіонат світу з боротьби 2017 | Білорусь | греко-римська боротьба, до 75 кг | 5     |
| Чемпіонат світу з боротьби 2018 | Білорусь | греко-римська боротьба, до 77 кг | 25    |

### Виступи на Чемпіонатах Європи
| Змагання                         | Збірна   | Вагова категорія                 | Місце  |
| -------------------------------- | -------- | -------------------------------- | ------ |
| Чемпіонат Європи з боротьби 2017 | Білорусь | греко-римська боротьба, до 75 кг | Бронза |
| Чемпіонат Європи з боротьби 2018 | Білорусь | греко-римська боротьба, до 77 кг | 8      |

### Виступи на Європейських іграх
| Змагання              | Збірна   | Вагова категорія                 | Місце |
| --------------------- | -------- | -------------------------------- | ----- |
| Європейські ігри 2015 | Білорусь | греко-римська боротьба, до 75 кг | 29    |

### Виступи на інших змаганнях
| Змагання                                                      | Збірна   | Вагова категорія                 | Місце  |
| ------------------------------------------------------------- | -------- | -------------------------------- | ------ |
| Турнір Германа Каре 2011                                      | Білорусь | греко-римська боротьба, до 66 кг | Золото |
| Турнір Вехбі Емре 2011                                        | Білорусь | греко-римська боротьба, до 66 кг | Бронза |
| Меморіал Олега Караваєва 2011                                 | Білорусь | греко-римська боротьба, до 74 кг | 5      |
| Меморіал Олега Караваєва 2012                                 | Білорусь | греко-римська боротьба, до 74 кг | Золото |
| Турнір Вехбі Емре 2013                                        | Білорусь | греко-римська боротьба, до 74 кг | Срібло |
| Кубок Владислава Пітласинські 2015                            | Білорусь | греко-римська боротьба, до 75 кг | 14     |
| Кубок Алроси 2015                                             | Білорусь | греко-римська боротьба, до 75 кг | Бронза |
| Меморіал Олега Караваєва 2015                                 | Білорусь | греко-римська боротьба, до 75 кг | Бронза |
| Турнір Вехбі Емре і Гаміта Каплана 2016                       | Білорусь | греко-римська боротьба, до 75 кг | Бронза |
| Олімпійський кваліфікаційний турнір з боротьби 2016 (Стамбул) | Білорусь | греко-римська боротьба, до 75 кг | 7      |
| Меморіал Болата Турлиханова 2016                              | Білорусь | греко-римська боротьба, до 75 кг | Золото |
| Меморіал Олега Караваєва 2016                                 | Білорусь | команда                          | Золото |
| Турнір Вехбі Емре і Гаміта Каплана 2017                       | Білорусь | греко-римська боротьба, до 75 кг | 8      |
| Гран-прі Угорщини з боротьби 2017                             | Білорусь | греко-римська боротьба, до 75 кг | Срібло |
| Кубок Владислава Пітласинські 2017                            | Білорусь | греко-римська боротьба, до 75 кг | Срібло |
| Меморіал Олега Караваєва 2017                                 | Білорусь | команда                          | Золото |
| Гран-прі Загреба з боротьби 2018                              | Білорусь | греко-римська боротьба, до 77 кг | Золото |
| Турнір Вехбі Емре і Гаміта Каплана 2018                       | Білорусь | греко-римська боротьба, до 77 кг | Срібло |
| Меморіал Олега Караваєва 2018                                 | Білорусь | греко-римська боротьба, до 77 кг | 5      |

### Виступи на змаганнях молодших вікових груп
| Змагання                                       | Збірна   | Вагова категорія                 | Місце  |
| ---------------------------------------------- | -------- | -------------------------------- | ------ |
| Чемпіонат Європи з боротьби серед юніорів 2011 | Білорусь | греко-римська боротьба, до 74 кг | Бронза |
| Чемпіонат світу з боротьби серед юніорів 2011  | Білорусь | греко-римська боротьба, до 74 кг | 11     |
| Чемпіонат Європи з боротьби серед юніорів 2012 | Білорусь | греко-римська боротьба, до 74 кг | Срібло |
| Чемпіонат світу з боротьби серед юніорів 2012  | Білорусь | греко-римська боротьба, до 74 кг | Золото |
| Чемпіонат Європи з боротьби серед молоді 2015  | Білорусь | греко-римська боротьба, до 75 кг | Срібло |